# Улановский, Владимир Петрович
Владимир Петрович Улановский (1883—1971) — военный деятель, специалист в области турбиностроения и баллистики, преподаватель и последний начальник Морского инженерного училища, доцент, инженер-полковник.

## Биография
Улановский Владимир Петрович родился 14 июля 1883 года в Санкт-Петербурге, сын потомственного почётного гражданина.
В 1900 году поступил в Морское инженерное училище в Кронштадте, которое окончил досрочно 26 января 1904 года («царский выпуск») и произведён в младшие инженер-механики. По окончании училища был направлен в Порт-Артур младшим судовым механиком канонерской лодки «Бобр». Участник боевых действий в русско-японской войне на канонерских лодках «Бобр» и «Севастополь», в обороне береговых укреплениях Порт-Артура.
23 августа 1904 года «за храбрость и отличную распорядительность на переходе ввиду неприятеля в Талиенване и в бою под Кинчжоу» был награждён Орденом Святого Станислава 3 степени с мечами и бантом. 1 января 1905 года произведён в подпоручики корпуса инженеров-механиков флота. В 1905 году был ранен, остался в Порт-Артуре, попал в плен к японцам.
После освобождении из плена, 19 декабря 1905 года В. П. Улановский был награждён Орденом Святого Владимира 4 степени с мечами и бантом.
В 1906 году продолжал службу на Балтийском Флоте инженером-механиком на эсминце «Инженер-механик Зверев». 6 декабря 1907 года произведён в штабс-капитаны корпуса инженеров-механиков флота.
В 1908—1910 годах учёба на механическом отделении Николаевской морской академии.
В 1910—1914 годах наблюдал за постройкой механизмов для линкора дредноутного типа «Полтава» для чего неоднократно был командирован за границу. 6 декабря 1911 года был произведён в капитаны корпуса инженеров-механиков флота (с 28 марта 1913 года — инженер-механик старший лейтенант).
8 сентября 1914 года В. П. Улановский назначен младшим отделённым начальником Морского инженерного училища. 23 ноября 1915 года повышен в должности до старшего отделённого начальника. 6 декабря 1915 года присвоен чин инженер-механик капитан 2 ранга.
После революции 1917 года перешёл на сторону большевиков. 6 октября 1918 года был назначен штатным преподавателем старшего выпуска.
В мае-июне 1919 года В. П. Улановский исполнял обязанности начальника Морского инженерного училища.
В 1918—1921 годах преподавал в Училище комсостава флота, Соединённых классах комсостава флота, Политехническом и Электротехническом институтах, в Морской академии.
В 1921 году был репрессирован, но позже оправдан. В характеристике, выданной ему при аресте, отмечалось: «Молчалив, скрытен, энергичен, человек с громадной силой воли и убеждения. Неблагонадёжен».
В начале 1922 года был восстановлен в Вооружённых Силах и назначен инспектором учебной части Главного управления высших учебных заведений в Москве, в мае 1922 года — уполномоченным Управления Военно-морских учебных заведений для связи в Москве, в июле того же года зарегистрирован научным деятелем 2 категории. 1 мая 1924 года назначен инспектором учебного отдела Морского учебного управления.
В 1924—1925 годах работал помощником начальника учебных заведений РККФ.
С 1925 по 1934 годы служил в Управлении ВМС. В 1932 году стал доцентом математики.
В 1935 году семья Улановских переехала из Ленинграда в Москву в связи с болезнью жены В. П. Улановского (туберкулёз).
В 1935—1938 годах Улановский являлся научным работником и преподавателем морского факультета Военно-транспортной академии РККА.
В первые годы Великой Отечественной войны был преподавателем Артиллерийской академии в г. Самарканде, в 1942—1943 годах начальник учебного отдела Ленинградского артиллерийского технического училища и начальник опытно-исследовательской части в г. Ижевске.
В 1943—1948 годах служил в Главном Артиллерийском Управлении (ГАУ) начальником контрольного отдела ОКБ при арсенале № 4, затем старшим помощником начальника отдела, начальником расчетного бюро. Принимал участие в работе по систематизации и использования трофейного фонда германских научно-исследовательских трудов.
С 1948 по 1951 годы — научный референт Академии Артиллерийских наук.
В 1953 году вышел в отставку в звании инженер-полковник.
Умер 22 ноября 1971 года в Москве.

## Семья
- Жена — Александра Алексеевна Чижова (дочь присяжного поверенного Московской судебной палаты).

## Награды
Ордена и медали Российской империи:
- орден Святого Станислава 3 степени с мечами и бантом (23 августа 1904);
- орден Святого Владимира 4 степени с мечами и бантом (19 декабря 1905);
- орден Святого Станислава 2 степени (6 апреля 1914);
- орден Святой Анны 2 степени (6 декабря 1916);
- медаль «В память русско-японской войны» (1906);
- светло-бронзовая медаль «В память 300-летия царствования дома Романовых» (1913);
- светло-бронзовая медаль «В память 200-летия морского сражения при Гангуте» (1915);
- крест «За Порт-Артур» (1914)[3].

Ордена и медали советского периода:
- орден Ленина;
- орден Красного Знамени дважды;
- юбилейная медаль «XX лет Рабоче-Крестьянской Красной Армии»;
- медаль «За победу над Германией в Великой Отечественной войне 1941—1945 гг.»;
- юбилейная медаль «30 лет Советской Армии и Флота»;
- медаль «В память 800-летия Москвы» и другими.